# Schnappt Shorty
Schnappt Shorty (Originaltitel: Get Shorty) ist eine Romanverfilmung des gleichnamigen Werkes des Autors Elmore Leonard, mit John Travolta und Danny DeVito in den Hauptrollen.

## Handlung
Chili Palmer arbeitet als Kredithai in Miami. Als eines Tages Chilis Chef, der Mafiaboss „Momo“, an einem Herzinfarkt stirbt, tritt Jimmy Capotorto (genannt Jimmy Cap) Momos alleiniges Erbe an. Er überträgt dem etwas vertrottelten, aber knallharten Ray „Bones“ Barboni, einem alten Feind von Chili, die Geschäfte von Momo. Ray setzt Chili als erstes auf Leo Devoe an, um von diesem eine Schuld einzutreiben. Leo jedoch ist angeblich bei einem Flugzeugabsturz ums Leben gekommen, woraufhin seine Frau eine Abfindung von der Fluggesellschaft erhält. In Wirklichkeit aber war Leo gar nicht an Bord des verunglückten Flugzeuges und ist nun mit dem Geld aus der Versicherung nach Las Vegas durchgebrannt. Chili reist nach Las Vegas, erfährt aber dort von dem Casinobesitzer Dick Allen, dass Leo inzwischen in Los Angeles ist. Dick Allen bittet Chili bei dieser Gelegenheit, in Los Angeles den erfolglosen Filmproduzenten Harry Zimm aufzusuchen, der dem Casino noch Geld schuldet.
In Los Angeles angekommen, macht Chili Harry Zimm im Haus der Schauspielerin Karen Flores ausfindig. Nachdem man sich wegen der Spielschulden geeinigt hat, bittet Harry Zimm Chili, ihm bei einem noch größeren Problem zu helfen: Zimm schuldet dem skrupellosen Bo Catlett 300.000 Dollar, die dieser in ein Filmprojekt investiert hatte. Catlett und seine Kumpane Ronnie Wingate und Bear, ein ehemaliger Stuntman, haben nicht nur im Filmgeschäft ihre Finger, sondern auch in Drogengeschäften. Chili verspricht, Zimm zu helfen.
Da Chili ein leidenschaftlicher Film- und Kino-Fan ist, kommt er auf die Idee, selbst einmal einen Film zu produzieren – dazu trägt er Zimm seine ersten Ideen für die Handlung des Filmes vor: Es ist die Geschichte des durchgebrannten Leo Devoe. Chili bemerkt sehr schnell, dass es zwischen Mafiageschäft und Filmgeschäft nur kleine Unterschiede gibt und lebt sich entsprechend schnell ein. Er erwirbt die Gunst des Filmstars Martin Weir, den er für sein Filmprojekt gewinnen kann, und ebenso die Gunst von Karen Flores, mit der er eine Affäre beginnt. So macht sich Chili Palmer binnen kürzester Zeit einen Namen in Hollywoods Showbiz.
Bo Catlett bekommt Wind von dem geplanten Filmprojekt und will sich schließlich daran beteiligen. Nachdem Chili ihn mehrfach ermahnt hatte, sich aus dem Projekt herauszuhalten, will Catlett Chili ausschalten. Er erzählt Harry von einem Geldbetrag von 500.000 Dollar, der in einem Schließfach am Flughafen bereitliegt und den Chili abholen soll. Dabei handelt es sich in Wirklichkeit um Geld aus einem Rauschgifthandel mit Yayo Portillo, dem Neffen des südamerikanischen Drogenbarons Escobar, und das betreffende Schließfach wird intensiv von der Drogenbehörde überwacht. Catlett hofft, dass Chili beim Abholen des Geldes verhaftet wird, doch Chili gelingt es, die Drogenfahnder von seiner Harmlosigkeit zu überzeugen. Inzwischen wird Catlett von Escobar massiv unter Druck gesetzt wegen der 500.000 Dollar und wegen Yayo, der von Catlett erschossen wurde. Catlett will nun dringend das Geld aus Harrys Film zurückhaben.
Währenddessen ruft Harry Zimm, der noch immer einen neuen Geldgeber für sein Filmprojekt sucht, betrunken bei Ray „Bones“ Barboni an und erzählt diesem von Leo Devoe. So steht Ray am nächsten Tag überraschend in Harrys Büro. Er schlägt Harry zusammen und erschießt Ronnie Wingate, um anschließend Harry diesen Mord in die Schuhe zu schieben. Harry, der ernsthaft verletzt wurde, kommt zunächst ins Krankenhaus, verlässt es aber kurz darauf wieder, um an einer Besprechung mit Martin Weir, Chili Palmer und Karen Flores teilzunehmen, da das Filmprojekt nun unterschriftsreif ist. Chili hat inzwischen auch Leo Devoe aufgespürt und diesem das ergaunerte Geld abgenommen.
Bo Catlett, der unter dem Druck Escobars steht, kidnappt dann Karen Flores, um so von Chili das Geld aus dem Filmprojekt zu erpressen. Chili sucht Catlett in dessen Villa auf, befreit Karen und schaltet mit Hilfe von Bear, mit dem er trotz einer Rauferei Freundschaft geschlossen hat, Bo Catlett endgültig aus, indem sie ihn von seinem Balkon in die Tiefe stürzen.
Kurz darauf bekommt Chili unangenehmen Besuch von Ray Barboni. Dieser nimmt Chili den Schlüssel für das Schließfach ab, da er vermutet, Chili habe dort das erbeutete Geld von Leo Devoe deponiert. Doch als Ray Bones zum Flughafen geht und das Schließfach öffnet, wird er von der Polizei als mutmaßlicher Drogendealer festgenommen.
Ebendiese Szene wird später im Studio mit Harvey Keitel in der Rolle des Ray Bones nachgestellt. Dieser Spielfilm, mit Martin Weir in der Hauptrolle, bekommt den Titel „Schnappt Shorty!“, der von Chili Palmer und Harry Zimm produziert wird und der Chilis eigene Geschichte zeigt. Und finanziert wurde dieser Film mit dem Geld von Leo Devoe, der die ganze Geschichte ins Rollen gebracht hatte.

## Auszeichnungen
John Travolta gewann die Filmpreise Golden Globe, American Comedy Award und Southeastern Film Critics Association Award. Weitere American Comedy Awards gingen an Dennis Farina und Bette Midler. Trotz Nominierung für den Goldenen Bären konnte der Film keinen deutschen Preis gewinnen. Stattdessen ging der Goldene Bär in diesem Jahr an den Film Sinn und Sinnlichkeit von Ang Lee.
1997 wurde John Lurie mit der Filmmusik zu Schnappt Shorty für den Grammy nominiert.

## Kritiken
Der Film erhielt überwiegend positive Kritiken und erreichte bei Rotten Tomatoes eine Bewertung von 86 %, basierend auf 51 Kritiken. Bei Metacritic konnte ein Metascore von 82, basierend auf 22 Kritiken, erzielt werden.
James Berardinelli lobte das Drehbuch und meinte, es sei eine „große Freude“, dass man während des Ansehens des Films nicht „sein Gehirn ausschalten müsse“. John Travolta habe seit Saturday Night Fever nicht mehr so „cool“ gewirkt und sei außerdem von „ausgezeichneten“ Nebendarstellern umgeben. Den „bissigen“ Dialogen bescheinigte Berardinelli die Qualität jener in einem Film von Quentin Tarantino.

„Eine intelligente, durchweg kurzweilige Gauner- und Krimikomödie, brillant besetzt, zitatenreich und gespickt mit satirischen Spitzen gegen die eitlen Repräsentanten der vermeintlichen ‚Traumfabrik‘ Hollywood.“

Die Zeitschrift Cinema bezeichnete den Film als „bissige [und] smarte Hollywood-Satire“ sowie „ein deftiges Sittenbild der Traumfabrik“.
Diese „köstliche Komödie“ sei laut Movieman „absolut sehenswert“, da sie „bis in die kleinste Nebenrolle perfekt besetzt“ sei und dadurch „grandiose Unterhaltung“ biete.
Die Filmbewertungsstelle Wiesbaden verlieh der Produktion das Prädikat „wertvoll“.

## Hintergründe
In den USA lief der Film am 20. Oktober 1995 an, in Deutschland war der 29. Februar 1996 der Termin des Kinostarts. Im Jahre 2005 erschien die Fortsetzung Be Cool – Jeder ist auf der Suche nach dem nächsten großen Hit in den Kinos, ebenfalls mit John Travolta und Danny DeVito.
John Travolta hatte ursprünglich die Hauptrolle abgewiesen, bis er einen Anruf von Quentin Tarantino bekam, der ihn dazu aufforderte, nicht nur das Drehbuch, sondern auch den Roman zu lesen. Als er den Roman las, erkannte er, dass viele der besten Passagen für das Drehbuch umgeschrieben wurden. Daraufhin forderte er die Drehbuchautoren dazu auf, diese guten Passagen wieder in ihrer ursprünglichen Form einzufügen. Nachdem das geschehen war, nahm er die Hauptrolle an.
Der echte Ernest „Chili“ Palmer spielt einen von Barbonis Kompagnons, in der Szene am Anfang des Films, in der sich Ray Barbone über den Namen „Chili“ lustig macht. Er ist der rechte der beiden, der Ray ironischerweise noch zu seinem gelungenen Scherz gratuliert.
Bei einem Budget von 30 Mio. US-Dollar konnte der Film in den USA bereits am ersten Wochenende 13 Mio. US-Dollar, und weltweit über 100 Mio. US-Dollar einspielen.
In Men in Black II – Regie ebenfalls von Barry Sonnenfeld – findet sich eine Anspielung auf das Schließfach C-18, welches hier eine zentrale Rolle spielt: In einem Spind der New Yorker Grand Central Station mit identischer Nummer lebt ein Volk winziger Außerirdischer. Im Film Schnappt Shorty stellt der Schließfachschlüssel C-18 beziehungsweise das Schließfach einen MacGuffin dar.
Im August 2017 lief in den USA eine gleichnamige Serie an, die ebenfalls auf der literarischen Vorlage beruht.